# Palazzo Balsorano

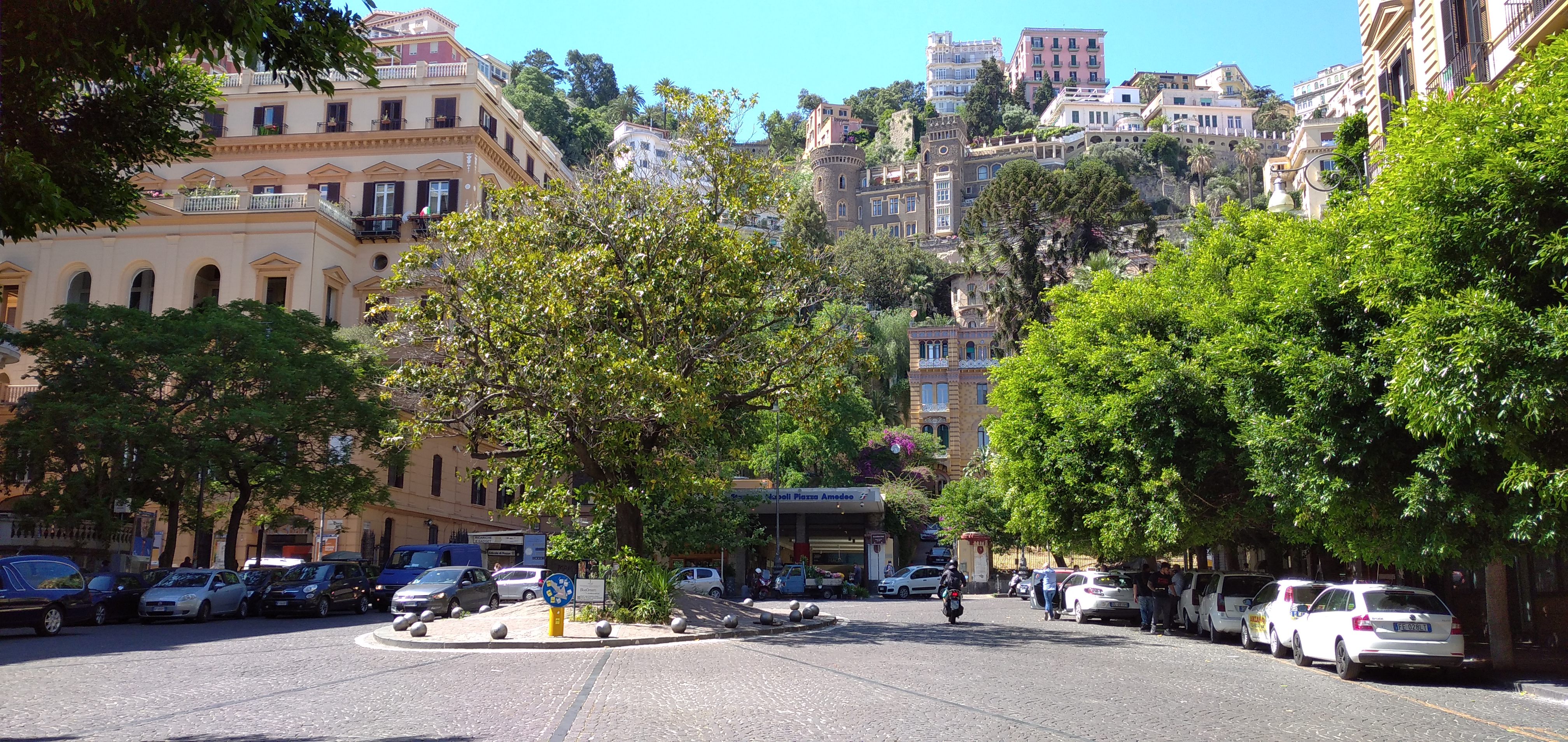
Piazza Amadeo in Neapel, auf der linken Seite der Palazzo Balsorano

Der Palazzo Balsorano ist ein Palast aus dem 16. Jahrhundert im Viertel Chiaia von Neapel in der italienischen Region Kampanien. Er liegt in der Via Francesco Crispi an der Ecke zur Piazza Amedeo. Der Palast verdankt seinen heutigen Namen seinen ehemaligen Eigentümern, der Familie Lefevbre französischen Ursprungs, die durch Carlo Lefevbre de Clunières, einem Unternehmer, mit dem Königreich Neapel verbunden war. Ferdinand II., Herrscher des Königreichs beider Sizilien, verlieh ihm den Titel des Grafen von Balsorano.

## Geschichte und Beschreibung
Das Monumentalgebäude ist eines der ältesten im Viertel; seine Ursprünge sind auf das 16. Jahrhundert zurückzuführen. Das Bauwerk, heute eine luxuriöse Eigentumswohnanlage, war in seinen Anfängen eine Villa, umgeben von Mittelmeervegetation, in einer ausgesprochen glücklichen Gegend. Dort wohnte der berühmte Dichter Torquato Tasso, Autor des Epos Das befreite Jerusalem, wie auch eine Steintafel an einer Außenwand bezeugt. Er war Gast seines guten Freundes und Mäzens Giovanni Battista Manso, Markgraf von Villalago.
Der Eigentümer Manso, Schriftsteller und Dichter, war der Autor zahlreicher Texte, darunter auch das Compendio della vita del Tasso (Neapel 1619). Darüber hinaus war er sehr aktiv in der damaligen, neapolitanischen Gesellschaft und rief neben anderen Initiativen auch das Seminario dei Nobili ins Leben, das in der Via Silo lag und auch „Monte Manso“ genannt wurde. Es diente der Wohlfahrt der verarmten Adligen der Stadt im 17. Jahrhundert.
Das Gebäude lag auch in der Nachbarschaft eines anderen Gebäudes, das mit der Poesie des 16. Jahrhunderts verbunden war. Laura Terracina, Autorin vieler erfolgreicher Reime, fand genau an dieser Stelle ihre Inspiration und fühlte sich, wie sie selbst schrieb, sehr geehrt, „in der süßesten und schönsten Stadt der Welt“ geboren worden zu sein.
Der in typischem Renaissancestil gehaltene Palast besitzt Gärten und Terrassen, die ihn kennzeichnen.
In den folgenden Jahrhunderten war in dem Palast das Istituto del Sacro Cuore (dt.: Institut des Heiligen Herzens) untergebracht, dann verfiel er.